# キム・グライスト
キムバーレー・ブレット・グライスト（英: Kimberley Bret Greist、1958年 5月12日 - ）はアメリカの女優。コネチカット州スタンフォード生まれ。

## 来歴
E・ハロルド・グライストとノーマ・M・グライストの娘。彼女は舞台のための訓練を受け、ヨーロッパではプロのモデルとして十代後半の数年を過ごした。
彼女はカルトで人気のホラー映画『C.H.U.D.』（1984年）で映画に初出演した。グライストは『未来世紀ブラジル』（1985年）、マイケル・マンの『刑事グラハム/凍りついた欲望』（1986年）、『Throw Momma from the Train』（1987年）、そして『Punchline』（1988年）などの1980年代のいくつかの映画で多くの役を演じもした。
1990年代には、グライストは一連のテレビ映画や、ディズニーが製作した『Homeward Bound: The Incredible Journey』（1993年）や『Houseguest』（1995年）に出演した。
2001年以降は女優活動をしていない。